# Комо (Илиноис)
Комо (енгл. Como) насељено је место без административног статуса у америчкој савезној држави Илиноис.

## Демографија
По попису из 2010. године број становника је 567.
| Група             | 2000.    | 2010.       |
| Белци             | 0 (0,0%) | 517 (91,2%) |
| Афроамериканци    | 0 (0,0%) | 3 (0,5%)    |
| Азијати           | 0 (0,0%) | 2 (0,4%)    |
| Хиспаноамериканци | 0 (0,0%) | 42 (7,4%)   |
| Укупно            | 0        | 567         |